# Groupe d'IC 1788
Le groupe d'IC 1788 comprend au moins quatre galaxies situées dans la constellation du Fourneau. La distance moyenne entre ce groupe et la Voie lactée est d'environ 49,0 Mpc (∼160 millions d'al). 

## Membres
Le tableau ci-dessous liste les quatre galaxies du groupe indiquées dans l'article de A.M. Garcia paru en 1993. 
| Nom        | Class.     | Type           | α (J2000.0)   | δ (J2000.0)  | Vitesse radiale (km/s) | m    | Distance (Mpc) | Diamètre (kal) |
| ---------- | ---------- | -------------- | ------------- | ------------ | ---------------------- | ---- | -------------- | -------------- |
| NGC 857    | SA0^0?(rs) | Lenticulaire   | 02h 12m 37.0s | -31° 56′ 41″ | 3506 ± 23              | 12,7 | 48,8 ± 3,4     | 138            |
| IC 1783    | SA(rs)b?   | Spirale        | 02h 10m 06.1s | -32° 56′ 23″ | 3350 ± 29              | 12,5 | 46,5 ± 3,3     | 127            |
| IC 1788    | SB(s)bc?   | Spirale barrée | 02h 15m 49.9s | -31° 12′ 04″ | 3521 ± 8               | 11,6 | 49,1 ± 3,4     | 197            |
| ESO 415-10 | SB(s)      | Spirale barrée | 02h 14m 12.9s | -31° 08′ 58″ | 3688 ± 10              | 14,8 | 51,5 ± 3,6     | 97             |

Le site DeepskyLog permet de trouver aisément les constellations des galaxies mentionnées dans ce tableau ou si elles ne s'y trouvent pas, l'outil du site constellation permet de le faire à l'aide des coordonnées de la galaxie. Sauf indication contraire, les données proviennent du site NASA/IPAC. 